# 루마니아
루마니아(루마니아어: România 로므니아[*], 약자: RO, 문화어: 로므니아)는 동남유럽의 공화국으로 공식 국명인 루마니아 공화국(루마니아어: Republica România 레푸블리카 로므니아[*])이라 불리기도 한다. 북쪽으로 우크라이나, 동쪽으로는 몰도바, 서쪽으로 헝가리와 세르비아, 남쪽으로 도나우강을 끼고 불가리아와 국경을 접한다. 흑해와 접하며, 국토 중앙으로 카르파티아산맥이 지나간다. 2004년 북대서양 조약 기구에 가입했고, 2007년 1월 1일 유럽 연합의 정식 회원국이 되었다.
루마니아와 루마니아인의 기원은 다키아를 세운 다키아인이며, 로마제국이나 슬라브인들의 침입으로 여러차례 국가가 해체되었다가 재형성되기를 반복했다. 19세기에 들어 러시아, 오스트리아, 오스만 3국이 루마니아를 분할 지배하였고, 제6차 러시아-오스만 전쟁에서 오스만 제국이 패배함으로써 자립하고 난 후 루마니아 민족적 개념이 생기면서 오스만 문화를 배척하고 슬라브의 문화를 많이 받아들였다.

## 역사
1600~01년, 왈라키아 대공(大公)인 용담공 미하이의 활약에도 불구하고 카르파티아 산맥을 기점으로 분리된 루마니아는 19세기에 들어와서야 비로소 통일을 실현했다. 몰다비아 공국과 왈라키아 공국은 오스만 제국과 러시아 사이에 낀 희생자였다. 두 지역은 오스만 제국의 약화와 크림 전쟁을 활용하여 1858년 진정한 자치권을 획득하였다.

### 루마니아 공국
오스만 제국의 지배하에 있던 왈라키아 공국과 몰다비아 공국이 1861년 합병하여 루마니아 공국이 되었다. 처음에는 알렉산드루 이오안 쿠자가 공으로 즉위하였으나, 나중에 독일계 호엔촐레른 가 출신의 카롤 1세로 교체되었다(1914년까지 통치). 1877년 5월 10일에 루마니아 왕국으로 오스만 제국으로부터 완전 독립하게 되고 난 후 독립 승인은 1년 2개월 후인 1878년 7월 13일에 루마니아 독립 전쟁에서 끝나고 나서는 오스만 제국으로부터 루마니아 왕국으로 완전히 독립하고 루마니아의 새로운 이름으로 하고 나서야 독립 승인을 받았다.

### 제1차, 제2차 세계대전

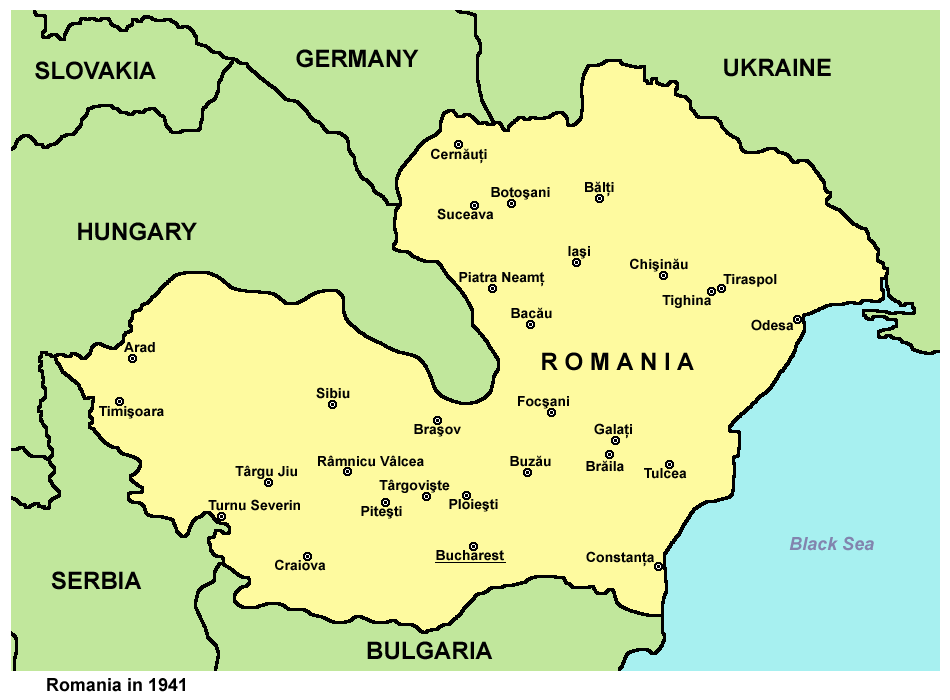
제2차 세계대전(1941년) 당시 루마니아의 영토

제1차 세계 대전 중에 연합국에 가담하여 한 때 전 국토가 동맹국에게 유린당하기도 했던 루마니아는 연합국의 승리로 트란실바니아, 베사라비아 및 부코비나 지방을 얻어 영토를 크게 확장하였다.
1939년 8월 23일 나치 독일과 리벤트로프-몰로토프 밀약을 맺은 소련은 중앙유럽을 독일과 분할하기로 하고 1940년 6월에 루마니아 북부의 베사라비아와 부코비나 지방을 루마니아 왕국에 요구하는 최후 통첩을 보냈다.:55:794 소련군이 이들 지역에 진입하자 루마니아는 이에 굴복하고 요구를 들어주었다.:55 루마니아는 이 후 제2차 세계 대전 추축국에 가담하여 한 때 이들 지역을 회복했지만, 곧 패전하였고, 1944년에 소련군에 점령되어 종전 후 파리조약에 따라 베사라비아와 북부 부코비나 지방을 소비에트 연방에 할양하게 되었고, 1945년 3월에는 공산주의자들이 주도하는 내각이 조직되었다.

### 루마니아 인민공화국
1946년 11월의 총선거에서는 농민당이 압도적인 승리를 거두었지만, 공산당과 소련의 부정선거로 이듬해 인민공화국이 수립되었다., 1947년 12월 30일에 소련군에 의해 최후의 국왕 미하이 1세가 폐위되면서 군주제도 폐지하고, 1948년 공산주의 국가인 루마니아 인민 공화국이 수립되었다.

#### 차우셰스쿠의 독재 시기
1965년 니콜라에 차우셰스쿠가 집권하여 1989년까지 독재 정치를 실시하였다. 차우셰스쿠는 소련의 내정간섭을 비판하며 소련의 위성국가이기를 거부한다는 자주노선을 내세워 동·서 양(兩)진영의 군사 블록 해체를 호소하는 등 전방위(全方位) 외교를 전개하여 외교적으로 상당한 성과를 거두었다. 1978년 중화인민공화국과 반소노선 구축을 도모하다가 소련과 극한적으로 대립하는 사태로까지 나아갔는데 '파체파 망명사건'으로 정치적인 타격을 입었다.
그러나, 그는 국내적으로는 테러와 독재로 일관하며, 인민을 친위대와 도청으로 감시하고 억압하는 철권독재를 하였다. 차우셰스쿠는 경제 정책에서도 무능하여 농업국인 루마니아를 무리하게 공업국가로 바꾸는 과정에서 외채가 110억 달러에 육박하자 수입을 중단하고 수출로 일관하는 극단적 무역정책을 취했다. 그 결과, 인민들이 생필품 부족으로 고통받게 되었고, 원자재와 기계부속품 부족으로 공장들의 운영이 중단되면서 루마니아 경제는 극심한 침체에 빠졌다.

#### 루마니아 혁명
1989년 12월 17일 헝가리와의 국경지대인 티미쇼아라에서 민주화를 지도하던 헝가리계 개신교 목사 라슬로 퇴게시 목사를 구속하는 것에 대한 항의 시위가 있었고, 그것을 시작으로 전국적으로 민주화 운동이 일어났고, 12월 21일 부쿠레슈티 시민들도 민주화 운동에 가담하자, 정부는 무차별적인 사격으로 탄압했다. 그러나, 12월 22일 차우셰스쿠가 세쿠리타테만 편애하는 것에 대한 불만을 가지고 있던 군대가 등을 돌려 시민 편에 합세함으로써 차우셰스쿠의 친위대(세쿠리타테)는 타도당했다. 차우셰스쿠는 헬리콥터로 북한으로의 탈출을 껄끄럽게 여기던 헬기 조종사는 고공 사격을 받는다고 거짓말해서 결국 차우셰스쿠는 차를 세웠는데, 첫 번째 차는 엔진이 타버렸다고 거짓말하고, 두번째 차는 농업박물관으로 차우세스쿠 부부를 데려다주었다. 그곳의 농부는 지켜준다고 거짓말 하고, 방에다가 가두어 경찰에게 밀고한 뒤, 4일동안 감금하고, 인근 초등학교에서 재판을 받은 뒤, 1989년 12월 25일 오후 5시 30분에 초등학교 벽에서 150여 발의 총탄을 맞고 사형당했다. 1990년 1월 1일, 루마니아는 민주화 되었다. 그 뒤에도 수많은 폭동과 시위를 거쳐 1996년 11월, 시민의회 후보인 콘스탄티네스쿠가 대통령으로 선출되었다. 이로써 루마니아는 공산정권이 무너진 지 7년 만에 민주 인사가 정권을 잡게 되었다. 루마니아는 니콜라에 차우셰스쿠 부부의 사형 집행을 끝으로 사형제도를 폐지했다.

### 사회민주당의 승리 이후
루마니아에서 2008년 11월 30일에 야당인 루마니아 사회민주당이 총선에서 승리했다. 하지만 최근에는 지지를 많이 잃었으며, 2014년 대선에서 前 총리 빅토르 폰타는 우파인 국민자유당의 클라우스 이오하니스에게 패배했다. 이로써 루마니아는 첫 번째 독일계 대통령이 탄생했으며, 2018년 1월 29일에 루마니아 사회민주당의 대표로 선출된 비오리카 던칠러가 총리가 되면서 좌우 동거 정부를 수립하였으나 2019년 11월 4일에 비오리카 던칠러 前 총리가 완전히 사임함에 따라서 국민자유당의 대표로 선출된 루도비크 오르반이 새로운 총리로 임명하여 이로써 국민자유당의 단독 정부를 완전히 수립하였다.

## 자연

### 지리
전체 면적이 238,391km2이고 루마니아는 동남유럽에서 가장 큰 국가에 속하며 유럽에서는 12번째로 큰 국가이다. 루마니아의 대부분이 세르비아와 불가리아에 접하며 다뉴브 강이 통한다. 다뉴브 강과 프루트 강이 합류하며 몰도바 공화국과 접한다. 다뉴브 강은 흑해로 흘러가며 다뉴브 강 삼각지를 이루며 유럽 전체에서 두 번째로 큰 삼각주를 이룬다.
루마니아의 지질구조는 산악 구조 사이에 있다고 볼 수 있으며 언덕과 저지대가 번갈아 가며 나타난다. 카르파티아 산맥이 루마니아의 중앙에 자리하고 있으며 14개의 산맥 지류가 2,000m 이상의 해발고도로 퍼져있다. 산악 지대가 많기 때문에 그만큼 동물군과 식물군도 많이 분포한다.

### 기후
해양과 많이 떨어져 있기 때문에 전형적인 대륙성 기후가 나타난다. 여름은 따뜻하거나 아주 덥기도 하며 보통 28도 정도이지만 일부 저지대의 경우 여름 내내 35도 이상이기도 하다. 해안가는 더 따뜻하며 찜통 더위가 없는 편이다. 겨울은 아주 추워서 보통 기온이 2도이며 최저 영하 15도로 떨어진다. 산기슭 지대일수록 이렇게 더 추워지는 경향이 두드러진다.
강우량은 한 해 750 mm 이상이다. 서쪽 지역의 가장 높은 산이 분포하는 곳의 경우 더 많이 내리기도 한다. 강설량이 많기 때문에 산악 지대의 리조트 산업이 발달해있다. 중남부 지방에는 강수량이 600mm로 떨어진다. 다뉴브 삼각주 인근의 지방은 더 비가 내리지 않아서 연간 강우량이 370mm에 불과하다.

## 정치
이 나라에는 약 12세기부터 영주가 통치하는 3개의 공국으로 이루어져 있었고 15세기 오스만터키의 간접적인 통치하에 있었다. 크림 전쟁 후 파리조약을 통해 1856년부터 오스만 튀르크의 영향이 배제되고 유럽열강이 보호하는 자치국이 되었다. 1866년 독일 호헨쫄렌가의 카롤1세를 영주로 선출하였으며 1877년 러시아-터키 전쟁의 참전을 통해 완전한 독립왕국의 지위를 얻게 되었다. 이 시기 정치체제는 입헌 군주체제였으며 이 체제는 1948년 공산주의 정부가 들어설 때까지 유지되었다. 1989년 12월 반체제 봉기를 통해 1990년 개방과 시장경제를 표방한 공화국체제로 변화하였으며 이 정치 체제는 국가원수으로서의 대통령권한과 행정부수반으로서의 총리가 존재하는 프랑스의 체제와 유사하다. 의회는 상원인 루마니아 원로원과 하원인 루마니아 대의원으로 이루어져 있으며 현재 여당은 국민자유당이다.

### 행정 구역
수도는 부쿠레슈티이다. 1-2차 세계 대전 당시의 임시 수도였던 이아시, 콘스탄차, 브라쇼브, 티미쇼아라 등의 주요 도시가 있다.

### 군대
헌법에 의하면 15개월 복무인 징병제를 실시한다. 최고 사령관은 대통령이다.
2006년에 루마니아는 징병제에서 모병제로의 전환이 이루어졌다.

## 경제
과거에 석유 생산지로 유명했다. 공산주의 시절 당시, 서기장 니콜라에 차우셰스쿠의 주도하에 중공업 위주 발전 정책을 펼쳤었으나 기술력과 자본력, 시장 한계로 인하여 실패하고 말았다. 하지만 2007년 이후 시작된, 세계적 불황에도 연 7% 이상의 경제 성장률을 보여 2012년 구매력 평가 기준 GDP를 17.000$대로 올려 놓았다.(세계은행)

## 사회

### 주민
루마니아인의 비율은 89%이고, 소수민족의 비율은 비교적 적은 편이다. 루마니아인 다음으로 많은 민족은 헝가리인으로, 그 비율은 6.5%이고 거의 대부분 트란실바니아 지방에 거주한다. 그 밖에 롬족이 3.2%로 많은 편이며, 우크라이나인이 0.3%, 독일계가 0.2%, 러시아인이 0.2%, 튀르키예인과 타타르족이 0.2%를 차지한다.

### 언어
공용어는 루마니아어, 독일어, 헝가리어이다.
루마니아어가 모어(母語)인 국민은 전 인구의 91%이며, 6.5%는 헝가리어를, 1.1%는 블라키아 롬어를 사용하며, 독일어(0.2%)나 튀르키예어(0.15%)도 쓰인다. 그 밖에 루마니아어의 방언인 아로마니아어도 소수언어 중 하나이다.

### 인구
이 나라는 다른 남유럽 나라들 거의 대부분과 마찬가지로 인구가 감소하는 추세에 있다. 2006년 Eurostat 추산에 따르면, 이 나라의 組(조)출산율은 천명당 10.2명, 사망률은 천명당 12.3명, 합계출산율은 2005년 기준으로 1.29명이다.

## 문화
루마니아의 문화는 고대 다키아인들이 발생시킨 다키아 문화에서 기원하였다. 다키아 멸망 이후 로마 제국과 슬라브 국가가 루마니아 주변에서 크게 번성하면서 이들의 문화가 다키아의 관습에 영향을 주었고, 현재의 루마니아 문화에 영향력을 준 것으로 추정되고 있다. 뒤이어 오스만 제국과 러시아 제국이 앞다투어 발칸반도로 영향력을 확대하면서 루마니아 문화에 변화를 주기도 했다.

### 종교
2002년도 통계이다.
- 루마니아 정교회 - 86.7%
- 개신교 - 5.2%
- 로마 가톨릭 - 4.7%
- 그리스 정교회 - 0.9%
- 이슬람교 - 0.3%

그외 기독교의 교파로는 유럽교구(Diocese in Europe)에 속한 루마니아 성공회가 있다.

### 정부 기관
- (루마니아어/영어/프랑스어) 루마니아 정부 공식 홈페이지
- (루마니아어/영어/프랑스어) 루마니아 의회 홈페이지 보관됨 2018-12-03 - 웨이백 머신

### 대한민국
- 주 루마니아 대한민국 대사관 보관됨 2017-12-09 - 웨이백 머신
- 루마니아 한인회

### 기타
- 해외여행(루마니아편)
- (루마니아어/영어/프랑스어/독일어/…) 루마니아 관광
- (영어) CIA의 세계정보(루마니아편) 보관됨 2006-07-04 - 웨이백 머신